# Gregory Berns
Gregory S. Berns är en amerikansk neurovetare, psykiatriker, psykolog och författare.

## Publiceringar

### Böcker
- Berns, Gregory (2005). Satisfaction: The Science of Finding True Fulfillment. New York, USA: Henry Holt and Company. sid. 224. ISBN 978-0-8050-7600-4
- Berns, Gregory (2008). Iconoclast: A Neuroscientist Reveals How to Think Differently. Cambridge, Massachusetts, USA: Harvard Business School Press. sid. 224. ISBN 978-1-4221-1501-5
- Berns, Gregory (2013). How Dogs Love Us: A Neuroscientist and His Adopted Dog Decode the Canine Brain.  : New Harvest. sid. 272